# Nollywood Reinvented
Nollywood Reinvented, également appelé NR, est un site Web créé en 2011 qui se concentre principalement sur l'évaluation de films. En plus des critiques, il offre des informations sur les films, les acteurs, les producteurs et d'autres professionnels du cinéma. Il s'agit d'une des premières plateformes à se spécialiser dans l'évaluation des films de Nollywood. Le site propose deux grandes catégories de critiques (critiques de films et critiques de vidéos personnelles), ainsi que des évaluations et des classements d'émissions de télévision.

## Historique
Le site Web de Nollywood Reinvented a vu le jour le 22 janvier 2011. Son objectif était d'améliorer la visibilité du cinéma nigérian sur Internet et de devenir une référence pour les passionnés de cinéma au Nigeria. En examinant et en répertoriant plus de 100 films nigérians et ghanéens, NR a contribué à établir une plateforme et une référence pour Nollywood en ligne.
Le site Web offre une référence complète en fournissant des évaluations et des critiques pour le public de Nollywood. Les évaluations comprennent à la fois les critiques professionnelles et celles des spectateurs, permettant ainsi une comparaison directe. De plus, le site permet de classer les films nollywoodiens par genre et par acteurs. En outre, il sert de base de données en fournissant des informations rapides telles que des synopsis et des détails de production sur les films de Nollywood en ligne.

## #PrixNR
Chaque année, Nollywood Reinvented organise les NR Awards, une enquête sur les films. Les nominations débutent généralement en juin ou juillet, permettant aux téléspectateurs de nommer des individus ou des films dans différentes catégories. La période de nomination dure deux à trois mois, suivie du processus de vote qui se déroule jusqu'à fin novembre. Les gagnants sont annoncés en décembre,.